# Kurt Brasack
Kurt Brasack  (né le 6 avril 1892 à Schönebeck et mort le 28 septembre 1978 à Hambourg) est un militaire allemand. Il fut SS-Standartenführer durant la Seconde Guerre mondiale et commanda la 2e SS Panzer Division Das Reich.

## Biographie
Le 1er octobre 1913, Kurt Brasack s'engage dans le 4e régiment d'artillerie à pied (de) de l'armée prussienne en tant que volontaire. Il participe à la Première Guerre mondiale, au cours de laquelle il devient en janvier 1916 officier d'ordonnance dans le 21e régiment d'artillerie de campagne, puis en 1917, chef de batterie dans le 27e régiment d'artillerie de campagne et adjudant du 2e régiment d'artillerie à pied jusqu'à la fin de la guerre
Kurt Brasack commande à l'Allgemeine-SS en octobre 1931 avec la 21.Standarte. Il commande de mai 1934 à janvier 1937 la 91.Standarte. Il est promu SS-Oberführer le 30 janvier 1938 et commande la SS-Abschnitte XI et XXX, tout en intégrant la Waffen-SS en tant qu'officier de réserve après avoir suivi une formation d'artillerie.
Il sert dans la 3e Panzerdivision SS Totenkopf comme I. Artillerie Abteilungskommandeur du 1er octobre 1939 au 11 mars 1941, date de sa réaffectation à la 5e Panzerdivision SS Wiking.
Il est Regimentskommandeur dans la division Wiking en janvier 1942, avant d'être chargé de remplacer Herbert-Ernst Vahl décédé dans un accident de voiture comme commandant (Divisionskommandeur) temporaire  de la 2e division SS Das Reich le 18 mars 1943, jusqu'à son remplacement par Walter Krüger en avril. Néanmoins, il reste en réserve avec la division Das Reich jusqu'en juin 1943.
Brasack finit la guerre comme Arko du IVe SS-Panzekorps (de) jusqu'à son absorption par la VIIe SS-Panzerkorps (en).

## Décorations
- Médaille du Front de l'Est (1942)
- Croix de fer
  - 2e Classe
  - 1re Classe
- Croix allemande en Or (19 octobre 1944)